# Resolutie 1195 Veiligheidsraad Verenigde Naties
Resolutie 1195 van de Veiligheidsraad van de Verenigde Naties werd unaniem door de VN-Veiligheidsraad aangenomen op 15 september 1998, en verlengde de MONUA-waarnemingsmissie in Angola met een maand.

## Achtergrond
Nadat Angola in 1975 onafhankelijk was geworden van Portugal keerden de verschillende onafhankelijkheidsbewegingen zich tegen elkaar om de macht. Onder meer Zuid-Afrika en Cuba bemoeiden zich in de burgeroorlog, tot ze zich in 1988 terugtrokken. De VN-missie UNAVEM I zag toe op het vertrek van de Cubanen. Een staakt-het-vuren volgde in 1990, en hiervoor werd de UNAVEM II-missie gestuurd. In 1991 werden akkoorden gesloten om democratische verkiezingen te houden die eveneens door UNAVEM II zouden worden waargenomen.

## Inhoud

### Waarnemingen
De Veiligheidsraad:
- Bevestigt resolutie 696 (1991).
- Bevestigt de eenheid, soevereiniteit en territoriale integriteit van Angola.
- Neemt akte van de brief van de president van Angola.
- Overwoog het rapport van secretaris-generaal Kofi Annan.

### Handelingen
De eerste oorzaak van de impasse waarin het vredesproces zich bevond was de leiding van UNITA, dat haar verplichtingen onder het vredesakkoord niet nakwam. De organisatie werd opgeroepen zich onmiddellijk terug te trekken uit de ingenomen gebieden en moest zichzelf omvormen tot een politieke partij door haar militaire structuur te ontmantelen. De Angolese autoriteiten werd gevraagd de schorsing van deelname van UNITA-leden aan de regering van nationale eenheid en verzoening te herzien. Ten slotte verlengde de Veiligheidsraad de MONUA-waarnemingsmissie in het land met een maand, tot 15 oktober.

## Verwante resoluties
- Resolutie 1180 Veiligheidsraad Verenigde Naties
- Resolutie 1190 Veiligheidsraad Verenigde Naties
- Resolutie 1202 Veiligheidsraad Verenigde Naties
- Resolutie 1213 Veiligheidsraad Verenigde Naties

Lijst ·  1147 ·  1148 ·  1149 ·  1150 ·  1151 ·  1152 ·  1153 ·  1154 ·  1155 ·  1156 ·  1157 ·  1158 ·  1159 ·  1160 ·  1161 ·  1162 ·  1163 ·  1164 ·  1165 ·  1166 ·  1167 ·  1168 ·  1169 ·  1170 ·  1171 ·  1172 ·  1173 ·  1174 ·  1175 ·  1176 ·  1177 ·  1178 ·  1179 ·  1180 ·  1181 ·  1182 ·  1183 ·  1184 ·  1185 ·  1186 ·  1187 ·  1188 ·  1189 ·  1190 ·  1191 ·  1192 ·  1193 ·  1194 ·  1195 ·  1196 ·  1197 ·  1198 ·  1199 ·  1200 ·  1201 ·  1202 ·  1203 ·  1204 ·  1205 ·  1206 ·  1207 ·  1208 ·  1209 ·  1210 ·  1211 ·  1212 ·  1213 ·  1214 ·  1215 ·  1216 ·  1217 ·  1218 ·  1219